# 東山山麓広域農道
東山山麓広域農道（ひがしやまさんろくこういきのうどう）、東山山麓線（ひがしやまさんろくせん）は、長野県松本市と塩尻市を結ぶ広域農道。全線がアルプス展望しののめの道の一部に指定されている。古道の東山道が、農道の一部と重複しているという説もある。近代まで、松本の人は美ヶ原やその周辺の山々を東山と呼んでいた（現在でも呼ばれることもある）。道路の名称はこれによる。標高が高く高台にあり、場所によっては北アルプスを望める。松本市から塩尻市南部への抜け道的な道路（国道19号のバイパス的な道路）である。

## 概要
- 距離 : 10.6km
- 起点 : 長野県松本市中山、中山小学校交差点（長野県道63号松本塩尻線重複開始、長野県道287号町村白川村井停車場線交点）
- 終点 : 長野県塩尻市長畝、長畝交差点（国道20号塩尻バイパス交点）
- 車線数 : 2車線
- 道路指定：長野県道63号松本塩尻線、松本市道、塩尻市道、全線がアルプス展望しののめの道の一部に指定、東山道が農道一部と重複しているという説もある

## 交差している道路
- 長野県道63号松本塩尻線重複開始、長野県道287号町村白川村井停車場線（松本市中山、中山小学校交差点、中山小学校前、起点）
- 長野県道287号町村白川村井停車場線（旧線）（松本市中山、無名の交差点）
- 長野県道63号松本塩尻線重複終了（松本市内田、無名の交差点）
- 国道20号塩尻バイパス（塩尻市長畝、長畝交差点、塩尻インターチェンジ南、終点）

## 沿線
起点から田畑の中を突き進む。
しばらくすると、西側に中山台団地や松原団地、まつもと医療センター中信松本病院、寿台養護学校が見える。全区間の中でもわずかな町場である。
その後も田畑の中を突き進む。
松本市と塩尻市の境目の手前の付近では、長野県側の平地からは数少ない槍ヶ岳を望める場所がある。
塩尻市に入ってしばらくすると、長野県総合教育センターや長野県林業総合センターがある。
林業総合センター内には長野県知事室分室がある。生涯学習センターは主に森林を通して体験学習する施設で、森林も見られる。
その後も田畑（一部は森林）の中を突き進むが、しばらくすると今泉南テクノヒルズの入り口がある。
今泉南テクノヒルズは塩尻インター林間工業団地と接続しており、
東山山麓広域農道の山側(東側)の数少ない開発地域である。
塩尻インター林間工業団地を通過すると、長野県畜産試験場がある。
塩尻インターチェンジの東側を走行したら、国道20号との交点で道は終わる。